# Lutzomyia osornoi.
Lutzomyia osornoi. är en tvåvingeart som först beskrevs av Ristorcelli A., Van ty D. 1941.  Lutzomyia osornoi. ingår i släktet Lutzomyia och familjen fjärilsmyggor. Inga underarter finns listade i Catalogue of Life.